# 科默內什蒂鄉 (蘇恰瓦縣)
47°40′N 25°59′E / 47.667°N 25.983°E
科默內什蒂鄉（羅馬尼亞語：Comuna Comănești, Suceava），是羅馬尼亞的鄉份，位於該國東北部，由蘇恰瓦縣負責管轄，處於布加勒斯特以北400公里，每年平均降雨量849毫米，海拔高度353米，2007年人口2,266。